# Перегони човнів Оксфорд — Кембридж
Перегони човнів (The Boat Race) - традиційні змагання з веслування між командами Оксфордського та Кембріджського університетів. 
Проводиться на Темзі в Лондоні з 1829 року. 
Традицію змагань з академічного веслування між двома найстарішими університетами світу започаткували 1829 року, коли студент Кембриджа Чарльз Мерівейл надіслав виклик студентам Оксфорда, щоб визначити, який університет є сильнішим у цьому виді спорту. Найперші перегони відбулися в Хенлі. Потім змагання з академічного веслування проводилися в центрі Лондона, а з 1845 року і донині проходять у Патні. Перегони між Оксфордом і Кембриджем входять до п’ятірки найпопулярніших спортивних заходів у Британії.
У 2019 році відбулася 165-гі перегони, в якій команда Кембріджського університету отримала 84-му перемогу. У 2011 перемогла команда Оксфордського університету.

## Результати
Після перегонів 2019 року
- 165 перегонів
- 84 перемог у команди Кембриджського університету
- 80 перемог у команди Оксфордського університету
- 1 нічия